# Johann (Münsterberg-Oels)

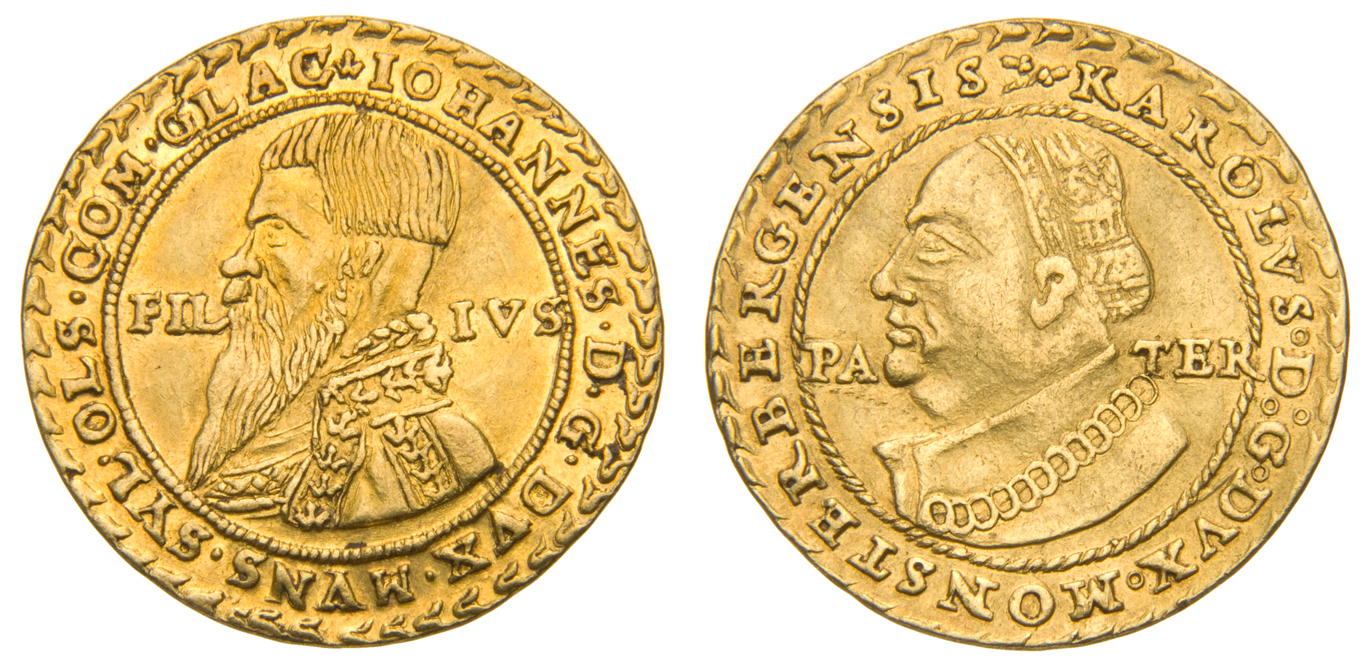
Links Johann, rechts Vater Karl I.

Johann von Münsterberg (auch: Johann von Podiebrad; Johann von Münsterberg-Oels; Johann von Münsterberg-Bernstadt; tschechisch Hanuš z Minstrberka; * 4. November 1509 in Oels, Herzogtum Oels; † 28. Februar 1565 ebenda) war Herzog von Münsterberg, 1542–1565 Herzog von Oels und 1548–1565 Herzog von Bernstadt. Zudem führte er den Titel eines Grafen von Glatz.

## Leben
Johann entstammte dem Münsterberger Familienzweig des böhmischen Adelsgeschlechts Podiebrad. Seine Eltern waren Karl I. von Münsterberg und Oels und Anna (1480/83–1541), Tochter des Herzogs Johann II. von Sagan.
Am 20. Februar 1536 vermählte sich Johann mit Christina Katharina von Schidlowitz (Krystina Katarzyna Szydlowiecka; 1519–1556). Nach dem im selben Jahr erfolgten Tod des Vaters Karl I. regierten Johann und seine Brüder Joachim, Heinrich II. und Georg II. zunächst gemeinsam. Am 25. Juni 1536 verliehen sie in einer gemeinsamen Urkunde der zum Herzogtum Münsterberg gehörigen Stadt Silberberg die Rechte einer freien Bergstadt. Im Gegensatz zu ihrem Vater bekannten sich Johann und seine Brüder zur lutherischen Lehre. 1537 vertrieben sie die katholischen Geistlichen aus Münsterberg und beriefen evangelische Prediger. Im selben Jahr verzichtete er mit seinen Brüdern auf die Erbansprüche auf das Herzogtum Crossen, nachdem Joachim vom Kurfürsten Joachim I. die Zusage auf eine Anwartschaft auf das Bistum Lebus oder Brandenburg erhalten hatte.
1542 verpfändeten die vier Brüder das verschuldete Herzogtum Münsterberg an ihren Onkel Herzog Friedrich II. von Liegnitz. Im selben Jahr wurden die anderen Besitzungen geteilt: Heinrich II. erhielt das Herzogtum Bernstadt, Joachim, der älteste der Brüder, sollte Bischof von Brandenburg werden, während Johann die Regierung im Herzogtum Oels fortsetzte. Dort veranlasste er den Umbau der Burg zu einem Renaissanceschloss sowie den Neubau eines viergeschossigen Vorschlosses, das als Witwensitz dienen sollte.
Nachdem das Herzogtum Münsterberg 1559 neuerlich an die Podiebrad gelangte, wurde es wieder von Johann regiert. Nach dem Tod seiner ersten Frau vermählte er sich am 8. September 1561 mit Margarete, einer Tochter des Heinrich II. von Braunschweig-Wolfenbüttel, die Johann um fünfzehn Jahre überlebte. Nach Johanns Tod 1565 folgte ihm sein einziger Sohn Karl Christoph als Herzog von Münsterberg. Das Herzogtum Oels erbte Johanns Neffe Karl II., das Herzogtum Bernstadt dessen Bruder Heinrich III., der es 1574 verkaufte.
Bereits 1557, nach dem Tod seiner ersten Frau, ließ Johann für die Oelser Schlosskirche eine sandsteinerne Tumba für Christina und sich selbst errichten. Sie wurde von dem aus Würzburg stammenden Hofbildhauer Johannes Oslew geschaffen und ist mit floralen Mustern und Wappenschilden verziert. Zu Füßen der lebensgroßen Figuren des Herzogspaares liegen zwei Löwen.
Johanns Sohn Karl Christoph starb nach einer kurzen Regierungszeit als Herzog von Münsterberg 1569 im Alter von nur 24 Jahren. Da er keine Nachkommen hinterließ, fiel das Herzogtum Münsterberg wiederum durch Heimfall an die Krone Böhmen. Die Herzogtümer Oels und Bernstadt verblieben weiterhin beim Münsterberger Zweig der Herren von Podiebrad. Sie erhielten das Recht, den Herzogstitel von Münsterberg weiterhin führen zu dürfen.